# Héctor Vinent
Héctor Vinent Cháron (Santiago de Cuba, 1972. július 25. –) kubai ökölvívó.
Kétszeres olimpiai bajnok és kétszeres amatőr világbajnok.

## Amatőr eredményei
- 1990-ben junior világbajnok könnyűsúlyban.
- 1992-ben olimpiai bajnok kisváltósúlyban.
- 1993-ban amatőr világbajnok kisváltósúlyban.
- 1995-ben bronzérmes a pánamerikai játékokon kisváltósúlyban.
- 1995-ben amatőr világbajnok kisváltósúlyban. A döntőben a török Nurhan Süleymanoğlut győzte le.
- 1996-ban olimpiai bajnok kisváltósúlyban.
- 1992-1998-ig kubai bajnok.

Amatőr karrierje során legyőzte többek között a későbbi profi világbajnok Fernando Vargast és Shane Mosleyt is.